# كأس الأمم الإفريقية 2006
كأس الأمم الإفريقية 2006 أو كأس إم تي إن للأمم الإفريقية 2006 لأسباب الرعاية، هي النسخة الخامسة والعشرون من كأس الأمم الإفريقية، البطولة الأسمى لكرة القدم في قارة إفريقيا. استضافت مصر المنافسات في الفترة ما بين 20 يناير و10 فبراير. كما حدث في بطولة 2004 شارك 16 منتخباً في المنافسة حيث تم توزيعهم على أربعة مجموعات، كل واحدة تضم أربعة فرق. فازت مصر بخامس كأس في تاريخها بفوزها على ساحل العاج في النهائي 4–2 بركلات الترجيح بعد تعادل سلبي.

## التصفيات
تم دمج تصفيات البطولة مع كأس العالم 2006 في ألمانيا. حيث تأهل فقط متصدر كل مجموعة إلى كأس العالم، في حين صعد أفضل ثلاث فرق في المجموعات الخمسة إلى كأس الأمم الإفريقية. كانت المجموعة الثالثة الاستثناء الوحيد والتي ضمت المستضيفة مصر. بسبب تأهل مصر إلى كأس الأمم كونها البلد المنظم، منحت البطاقة الأخيرة إلى منتخب ليبيا الذي احتل المركز الرابع.
شهدت هذه البطولة عدم حصول حامل اللقب على بطاقة تأهل مباشرة. منتخب تونس الفائز بالكأس عام 2004 بلغ النهائيات عبر تصدر مجموعته في التصفيات.

### المنتخبات المشاركة

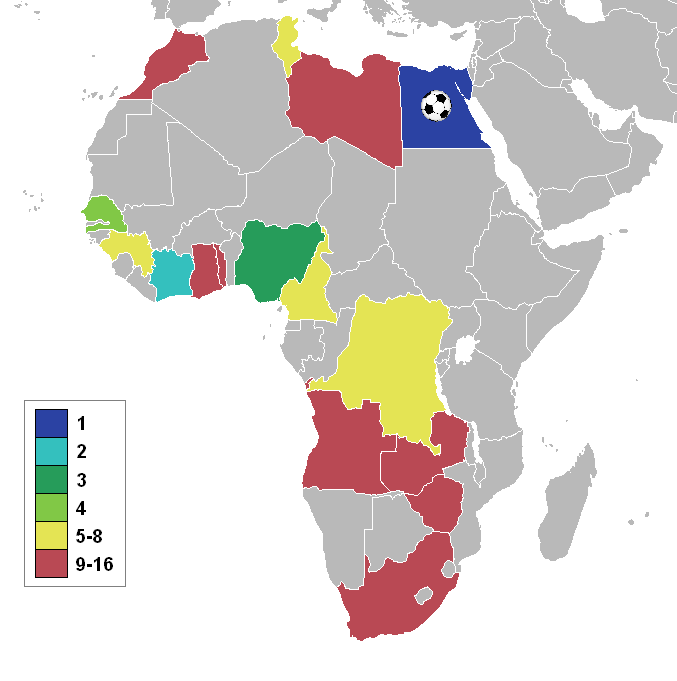
المنتخبات المشاركة

| - أنغولا - الكاميرون - جمهورية الكونغو الديمقراطية - ساحل العاج - مصر (المستضيف) - غانا - غينيا - ليبيا | - المغرب - نيجيريا - السنغال - جنوب إفريقيا - توغو - تونس (حامل اللقب) - زامبيا - زيمبابوي |

## الملاعب

كروكونايل، تميمة البطولة

| القاهرة الإسكندرية بورسعيد الإسماعيليةكأس الأمم الإفريقية 2006 (مصر) | القاهرة الإسكندرية بورسعيد الإسماعيليةكأس الأمم الإفريقية 2006 (مصر) | القاهرة             | القاهرة             |
| -------------------------------------------------------------------- | -------------------------------------------------------------------- | ------------------- | ------------------- |
| القاهرة الإسكندرية بورسعيد الإسماعيليةكأس الأمم الإفريقية 2006 (مصر) | القاهرة الإسكندرية بورسعيد الإسماعيليةكأس الأمم الإفريقية 2006 (مصر) | ستاد القاهرة الدولي | ستاد الكلية الحربية |
| القاهرة الإسكندرية بورسعيد الإسماعيليةكأس الأمم الإفريقية 2006 (مصر) | القاهرة الإسكندرية بورسعيد الإسماعيليةكأس الأمم الإفريقية 2006 (مصر) | السعة: 74,100       | السعة: 25,500       |
| القاهرة الإسكندرية بورسعيد الإسماعيليةكأس الأمم الإفريقية 2006 (مصر) | القاهرة الإسكندرية بورسعيد الإسماعيليةكأس الأمم الإفريقية 2006 (مصر) |                     |                     |
| الإسكندرية                                                           | بورسعيد                                                              | الإسكندرية          | الإسماعيلية         |
| ستاد حرس الحدود                                                      | ستاد بورسعيد                                                         | ستاد الإسكندرية     | استاد الإسماعيلية   |
| السعة: 21,650                                                        | السعة: 24,060                                                        | السعة: 19,676       | السعة: 16,606       |
|                                                                      |                                                                      |                     |                     |

## مرحلة المجموعات
يدل اللون الأخضر على تأهل الفريق إلى مرحلة خروج المغلوب.
جميع الأوقات حسب التوقيت المحلي: توقيت شرق أوروبا (ت ع م+2)

### المجموعة أ
| فريق       | لعب | ف | ت | خ | له | عليه | ف.أ | نقاط |
| ---------- | --- | - | - | - | -- | ---- | --- | ---- |
| مصر        | 3   | 2 | 1 | 0 | 6  | 1    | +5  | 7    |
| ساحل العاج | 3   | 2 | 0 | 1 | 4  | 4    | 0   | 6    |
| المغرب     | 3   | 0 | 2 | 1 | 0  | 1    | −1  | 2    |
| ليبيا      | 3   | 0 | 1 | 2 | 1  | 5    | −4  | 1    |

| مصر                                     | 3–0   | ليبيا |
| --------------------------------------- | ----- | ----- |
| ميدو 18' · أبو تريكة 22' · أحمد حسن 78' | تقرير |       |

| المغرب | 0–1   | ساحل العاج |
| ------ | ----- | ---------- |
|        | تقرير | دروغبا 39' |

| ليبيا    | 1–2   | ساحل العاج                  |
| -------- | ----- | --------------------------- |
| خميس 42' | تقرير | دروغبا 10' · يحيى توريه 74' |

| مصر | 0–0   | المغرب |
| --- | ----- | ------ |
|     | تقرير |        |

| مصر                          | 3–1   | ساحل العاج      |
| ---------------------------- | ----- | --------------- |
| متعب 8'، 69' · أبو تريكة 61' | تقرير | أرونا كونيه 43' |

| ليبيا | 0–0   | المغرب |
| ----- | ----- | ------ |
|       | تقرير |        |

### المجموعة ب
| فريق                        | لعب | ف | ت | خ | له | عليه | ف.أ | نقاط |
| --------------------------- | --- | - | - | - | -- | ---- | --- | ---- |
| الكاميرون                   | 3   | 3 | 0 | 0 | 7  | 1    | +6  | 9    |
| جمهورية الكونغو الديمقراطية | 3   | 1 | 1 | 1 | 2  | 2    | 0   | 4    |
| أنغولا                      | 3   | 1 | 1 | 1 | 4  | 5    | −1  | 4    |
| توغو                        | 3   | 0 | 0 | 3 | 2  | 7    | −5  | 0    |

| الكاميرون          | 3–1 | أنغولا             |
| ------------------ | --- | ------------------ |
| إيتو 20'، 39'، 78' |     | فلافيو 31' (ركلة.) |

| توغو | 0–2 | جمهورية الكونغو الديمقراطية |
| ---- | --- | --------------------------- |
|      |     | مبوتو 45' · لوالوا 64'      |

| أنغولا | 0–0 | جمهورية الكونغو الديمقراطية |
| ------ | --- | --------------------------- |
|        |     |                             |

| الكاميرون                   | 2–0 | توغو |
| --------------------------- | --- | ---- |
| صامويل إيتو 68' · ميونغ 85' |     |      |

| أنغولا                       | 3–2 | توغو                      |
| ---------------------------- | --- | ------------------------- |
| فلافيو 9'، 38' · ماوريتو 86' |     | قادر 24' · شريف توريه 67' |

| الكاميرون             | 2–0 | جمهورية الكونغو الديمقراطية |
| --------------------- | --- | --------------------------- |
| جيريمي 31' · إيتو 33' |     |                             |

### المجموعة ج
| فريق         | لعب | ف | ت | خ | له | عليه | ف.أ | نقاط |
| ------------ | --- | - | - | - | -- | ---- | --- | ---- |
| غينيا        | 3   | 3 | 0 | 0 | 7  | 1    | +6  | 9    |
| تونس         | 3   | 2 | 0 | 1 | 6  | 4    | +2  | 6    |
| زامبيا       | 3   | 1 | 0 | 2 | 3  | 6    | −3  | 3    |
| جنوب إفريقيا | 3   | 0 | 0 | 3 | 0  | 5    | −5  | 0    |

| تونس                                   | 4–1 | زامبيا      |
| -------------------------------------- | --- | ----------- |
| سانتوس 35'، 82'، 90+3' · البوعزيزي 53' |     | تشامانغا 9' |

| جنوب إفريقيا | 0–2 | غينيا                                   |
| ------------ | --- | --------------------------------------- |
|              |     | سامبيغو بانغورا 78' · عثمان بانغورا 88' |

| زامبيا   | 1–2 | غينيا                      |
| -------- | --- | -------------------------- |
| تانا 33' |     | فيندونو 73' (ركلة.)، 90+1' |

| تونس                      | 2–0 | جنوب إفريقيا |
| ------------------------- | --- | ------------ |
| سانتوس 32' · بن عاشور 58' |     |              |

| تونس | 0–3 | غينيا                                                  |
| ---- | --- | ------------------------------------------------------ |
|      |     | عثمان بانغورا 16' · باسكال فيندونو 70' · دياوارا 90+1' |

| زامبيا               | 1–0 | جنوب إفريقيا |
| -------------------- | --- | ------------ |
| كريستوفر كاتونغو 75' |     |              |

### المجموعة د
| فريق     | لعب | ف | ت | خ | له | عليه | ف.أ | نقاط |
| -------- | --- | - | - | - | -- | ---- | --- | ---- |
| نيجيريا  | 3   | 3 | 0 | 0 | 5  | 1    | +4  | 9    |
| السنغال  | 3   | 1 | 0 | 2 | 3  | 3    | 0   | 3    |
| غانا     | 3   | 1 | 0 | 2 | 2  | 3    | −1  | 3    |
| زيمبابوي | 3   | 1 | 0 | 2 | 2  | 5    | −3  | 3    |

| نيجيريا   | 1–0 | غانا |
| --------- | --- | ---- |
| تايوو 85' |     |      |

| زيمبابوي | 0–2 | السنغال                  |
| -------- | --- | ------------------------ |
|          |     | هنري كامارا 59' · با 80' |

| غانا      | 1–0 | السنغال |
| --------- | --- | ------- |
| أمواه 13' |     |         |

| نيجيريا               | 2–0 | زيمبابوي |
| --------------------- | --- | -------- |
| أوبودو 57' · ميكل 60' |     |          |

| نيجيريا          | 2–1 | السنغال           |
| ---------------- | --- | ----------------- |
| مارتينز 79'، 88' |     | سليمان كامارا 58' |

| غانا        | 1–2 | زيمبابوي                     |
| ----------- | --- | ---------------------------- |
| آدامو 90+2' |     | أحمد 60' (ه.ذ.) · بنجاني 68' |

## مرحلة خروج المغلوب
|  | ربع النهائي                 | ربع النهائي           |                     |         | نصف النهائي   | نصف النهائي   |  |  | النهائي            | النهائي |
|  |                             |                       |                     |         |               |               |  |  |                    |         |
|  | 3 فبراير – القاهرة          |                       |                     |         |               |               |  |  |                    |         |
|  |                             |                       |                     |         |               |               |  |  |                    |         |
|  | مصر                         | 4                     |                     |         |               |               |  |  |                    |         |
|  | مصر                         | 4                     | 7 فبراير – القاهرة  |         |               |               |  |  |                    |         |
|  | جمهورية الكونغو الديمقراطية | 1                     |                     |         |               |               |  |  |                    |         |
|  | جمهورية الكونغو الديمقراطية | 1                     | مصر                 | 2       |               |               |  |  |                    |         |
|  | 3 فبراير – الإسكندرية       |                       | مصر                 | 2       |               |               |  |  |                    |         |
|  |                             | السنغال               | 1                   |         |               |               |  |  |                    |         |
|  | غينيا                       | السنغال               | 1                   | 2       |               |               |  |  |                    |         |
|  | غينيا                       |                       | 10 فبراير – القاهرة | 2       |               |               |  |  |                    |         |
|  | السنغال                     | 3                     |                     |         |               |               |  |  |                    |         |
|  | السنغال                     | 3                     | مصر (ج.)            | 0 (4)   |               |               |  |  |                    |         |
|  | 4 فبراير – القاهرة          |                       | مصر (ج.)            | 0 (4)   |               |               |  |  |                    |         |
|  |                             | ساحل العاج            | 0 (2)               |         |               |               |  |  |                    |         |
|  | الكاميرون                   | ساحل العاج            | 0 (2)               | 1 (11)  |               |               |  |  |                    |         |
|  | الكاميرون                   | 7 فبراير – الإسكندرية |                     | 1 (11)  |               |               |  |  |                    |         |
|  | ساحل العاج (ج.)             | 1 (12)                |                     |         |               |               |  |  |                    |         |
|  | ساحل العاج (ج.)             | 1 (12)                | ساحل العاج          | 1       | المركز الثالث | المركز الثالث |  |  |                    |         |
|  | 4 فبراير – بورسعيد          |                       | ساحل العاج          | 1       | المركز الثالث | المركز الثالث |  |  |                    |         |
|  |                             | نيجيريا               | 0                   |         |               |               |  |  |                    |         |
|  | نيجيريا (ج.)                | نيجيريا               | 0                   | 1 (6)   | السنغال       | 0             |  |  |                    |         |
|  | نيجيريا (ج.)                |                       |                     | 1 (6)   | السنغال       | 0             |  |  |                    |         |
|  | تونس                        | 1 (5)                 |                     | نيجيريا | 1             |               |  |  |                    |         |
|  | تونس                        | 1 (5)                 |                     |         | 1             |               |  |  |                    |         |
|  |                             |                       |                     |         |               |               |  |  | 9 فبراير – القاهرة |         |
|  |                             |                       |                     |         |               |               |  |  |                    |         |

### ربع النهائي
| غينيا                       | 2–3 | السنغال                                  |
| --------------------------- | --- | ---------------------------------------- |
| دياوارا 24' · فيندونو 90+5' |     | ديوب 61' · نيانغ 83' · هنري كامارا 90+3' |

| مصر                                                 | 4–1 | جمهورية الكونغو الديمقراطية |
| --------------------------------------------------- | --- | --------------------------- |
| أحمد حسن 33'، 89' (ركلة.) · حسام حسن 39' · متعب 57' |     | السقا 45+2' (ه.ذ.)          |

| نيجيريا                                                       | 1–1 (ب.و.إ.) | تونس                                                                                 |
| ------------------------------------------------------------- | ------------ | ------------------------------------------------------------------------------------ |
| حقي 49'                                                       |              |                                                                                      |
| ركلات الترجيح                                                 |              |                                                                                      |
| يوبو · تايوو · يوسف · أوبينا · مارتينز · ميكل · إنياما · كانو | 6–5          | النموشي · قمامدية · الشاذلي · بن عاشور · كلايتون · بومنيجل · الحاج مسعود · البوعزيزي |

| الكاميرون                                                                                 | 1–1 (ب.و.إ.) | ساحل العاج |
| ----------------------------------------------------------------------------------------- | ------------ | --- |
| ميونغ 95'                                                                                 |              | باكاري كونيه 92' |
| ركلات الترجيح                                                                             |              | |
| إيتو · جيريمي · أتوبا · كومي · ميونغ · ماكون · سونغ · سايدو · دوالا · بيكي · حميدو · إيتو | 11–12        | ديدييه دروغبا · كولو توريه · باكاري كونيه · فاييه · أرونا كونيه · كواسي · روماريك · بوكا · زوكورا · زورو · تيزي · دروغبا |

### نصف النهائي
| مصر                            | 2–1 | السنغال   |
| ------------------------------ | --- | --------- |
| أحمد حسن 37' (ركلة.) · زكي 81' |     | نيانغ 52' |

| نيجيريا | 0–1 | ساحل العاج |
| ------- | --- | ---------- |
|         |     | دروغبا 47' |

### مباراة المركز الثالث
| السنغال | 0–1 | نيجيريا   |
| ------- | --- | --------- |
|         |     | لاوال 79' |

### النهائي
| مصر                                           | 0–0 (ب.و.إ.) | ساحل العاج                                 |
| --------------------------------------------- | ------------ | ------------------------------------------ |
|                                               |              |                                            |
| ركلات الترجيح                                 |              |                                            |
| أحمد حسن · عبد الوهاب · علي · زكي · أبو تريكة | 4–2          | دروغبا · كولو توريه · باكاري كونيه · إيبوي |

## الفائز
| بطل كأس الأمم الأفريقية لكرة القدم 2006 |
| --------------------------------------- |
| · مصر · للمرة الخامسة                   |

## مسجلي الأهداف
5 أهداف
- صامويل إيتو

4 أهداف
| - أحمد حسن | - باسكال فيندونو | - فرانسيلودو سانتوس |

3 أهداف
| - عماد متعب | - فلافيو | - ديدييه دروغبا |

هدفين
| - محمد أبو تريكة - ألبيرت ميونغ - عثمان بانغورا | - كابا دياوارا - أوبافيمي مارتينز | - هنري كامارا - مامادو نيانغ |

هدف
| - نوربرتو ماوريتو - جيريمي - لومانا لوالوا - تريسور مبوتو - أرونا كونيه - باكاري كونيه - يحيى توريه - حسام حسن - ميدو - عمرو زكي - بابا آداماو | - ماثيو أمواه - سامبيغو بانغورا - عبد السلام خميس - غاربا لاوال - جون أوبي ميكل - فيكتور أوبينا - كريستيان أوبودو - تاي تايوو - عيسى با - سليمان كامارا | - بابا بوبا ديوب - محمد قادر - شريف توريه مامام - سليم بن عاشور - رياض البوعزيزي - كريم حقي - جيمس تشامانغا - كريستوفر كاتونغو - إيليا تانا - بنجاني مواروواري |

هدف ذاتي
| - عبد الظاهر السقا (أمام الكونغو الديمقراطية) | - عيسى غابرييل أحمد (أمام زيمبابوي) |  |

## فريق المسابقة
حارس المرمى
- عصام الحضري

المدافعون
- إيمانويل إيبوي
- ريغوبرت سونغ
- وائل جمعة
- تاي تايوو

لاعبو الوسط
- ستيفن أبياه
- محمد أبو تريكة
- أحمد حسن
- باسكال فيندونو

المهاجمون
- ديدييه دروغبا
- صامويل إيتو

## الترتيب النهائي
| مركز                    | فريق                        | المجموعة | لعب | ف | ت | خ | نقاط | أ.له | أ.ع | ف.أ |
| ----------------------- | --------------------------- | -------- | --- | - | - | - | ---- | ---- | --- | --- |
| 1                       | مصر                         | 1        | 6   | 4 | 2 | 0 | 14   | 12   | 3   | +9  |
| 2                       | ساحل العاج                  | 1        | 6   | 3 | 2 | 1 | 11   | 6    | 5   | +1  |
| 3                       | نيجيريا                     | 4        | 6   | 4 | 1 | 1 | 13   | 7    | 3   | +4  |
| 4                       | السنغال                     | 4        | 6   | 2 | 0 | 4 | 6    | 7    | 8   | -1  |
| خروج من دور ربع النهائي |                             |          |     |   |   |   |      |      |     |     |
| 5                       | الكاميرون                   | 2        | 4   | 3 | 1 | 0 | 10   | 8    | 2   | +6  |
| 6                       | غينيا                       | 3        | 4   | 3 | 0 | 1 | 9    | 9    | 4   | +5  |
| 7                       | تونس                        | 3        | 4   | 2 | 1 | 1 | 7    | 7    | 5   | +2  |
| 8                       | جمهورية الكونغو الديمقراطية | 2        | 4   | 1 | 1 | 2 | 4    | 3    | 6   | -3  |
| خروج من دور المجموعات   |                             |          |     |   |   |   |      |      |     |     |
| 9                       | أنغولا                      | 2        | 3   | 1 | 1 | 1 | 4    | 4    | 5   | -1  |
| 10                      | زامبيا                      | 3        | 3   | 1 | 0 | 2 | 3    | 3    | 6   | -3  |
| 11                      | غانا                        | 4        | 3   | 1 | 0 | 2 | 3    | 2    | 3   | -1  |
| 12                      | زيمبابوي                    | 4        | 3   | 1 | 0 | 2 | 3    | 2    | 5   | -3  |
| 13                      | المغرب                      | 1        | 3   | 0 | 2 | 1 | 2    | 0    | 1   | -1  |
| 14                      | ليبيا                       | 1        | 3   | 0 | 1 | 2 | 1    | 1    | 5   | -4  |
| 15                      | توغو                        | 2        | 3   | 0 | 0 | 3 | 0    | 2    | 7   | -5  |
| 16                      | جنوب إفريقيا                | 3        | 3   | 0 | 0 | 3 | 0    | 0    | 5   | -5  |

## وصلات خارجية
- تفاصيل على RSSSF